# سياحة الفضاء

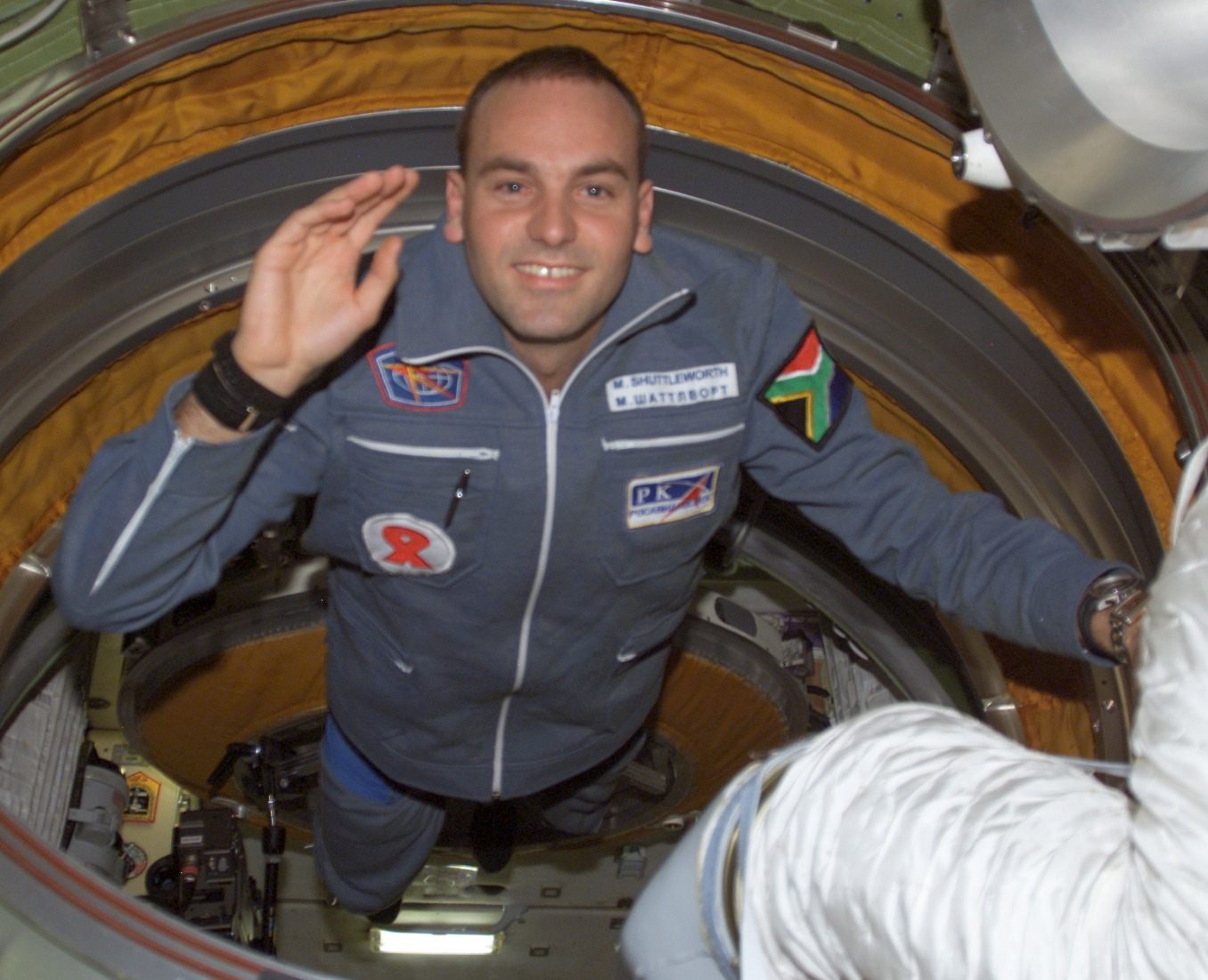
سائح الفضاء مارك شاتلوورث

سياحة الفضاء هي السفر إلى الفضاء لأغراض ترفيهية أو ترويحية أو مهنية ولقد ظهرت عددٌ من الشركات الناشئة في السنوات الأخيرة، تأملُ بإنشاء صناعة سياحة الفضاء. ورحلات الفضاء السياحية دومًا ما كانت محدودة وغالية. ووكالة الفضاء الروسية هي الوحيدة التي تقدّم هذه الخدمة إلى وقتنا هذا.
الأسعار الدعائية للرحلات التي كانت برعاية شركة سباس أدفنشر [الإنجليزية] إلى محطة الفضاء الدولية على متن مركبة سويوز الفضائية الروسية كانت 20$ - 35 مليون دولار أمريكي، خلال الفترة من 2001-2009. بعض سيَّاح الفضاء وقعوا عقود مع طرف ثالث لإدارة نشاطات البحث المؤكدة أثناء وجوده في المدار.
أوقفت الحكومة الروسية في عام 2010 رحلاتِ سياحة الفضاء، نظرًا لزيادة طاقَم محطة الفضاء الدولية في تلك السنة، واستغلّت مقاعدها للرواد بدلًا عن السوّاح. على اية حال، يخطط مبدئياً استئناف الرحلات السياحية في عام 2013, بينما عدد اطلاقات مركبات سويوز الفضائية ذات الاستخدام الواحد والتي تتسع لثلاثة اشخاص قد يزداد إلى خمسة مرات في السنة.
وكبديل لمصطلح «سياحة» فإن بعض المنظمات كإتحاد رحلات الفضاء التجارية استخدموا مصطلح «رحلات الفضاء الشخصية» بينما مشروع المدنيين في الفضاء يستخدم المصطلح «الاكتشاف الفضائي المدني».
في شهر أيلول/سبتمبر 2012 مع الاعداد حيث كانت شركات متعددة تعرض خصومات على الرحلات المدارية وشبه المدارية، على فترات متفاوتة ووسائل راحة مخلوقة، صحيفة نيو يورك تايمز أدلوا بتصريح أن «السياحة الفضائية هنا!».

## أحلام مبكرة
بعد النجاحات المبكرة في مجال الفضاء، رأى كثير من العامة بأن محاولات اكتشاف الفضاء المكثفة أمر لابد منه.و ذُكرت هذه التطلعات في قصص الخيال العلمي مثل آرثر سي كلارك «سقوط رمل القمر» و«2001: أوديسة الفضاء» ورواية روالد دال «تشارلي والمصعد الزجاجي العظيم» ورواية جونا روس في عام 1968 نزهة في الفردوس ورواية لاري نيفين «الفضاء المعروف».تكلم لوقيان في كتابه التاريخ الحقيقي في القرن الثاني الميلادي عن فكرة مجموعة من الرجال تسافر بهم سفينتهم إلى سطح القمر خلال عاصفة.جول فيرن تناول أيضاً موضوع الزيارات القمرية في كتبه، من الأرض إلى القمر وحول القمر. روبرت أ. هيينلين في قصتة القصيرة «التهديد من الأرض» ونشرت في عام 1957 كانت واحدة من أول العوامل المدمجة لتطوير صناعة السياحة الفضائية ضمن هيكليها
خلال الستينات والسبعينات من القرن العشرين كان هناك اعتقاد منتشر ان فنادق الفضاء سوف تُنشأ في عام 2000. خمن العديد مع المتنبؤون بالمستقبل في أواسط القرن العشرين أن العائلة في بداية القرن الواحد والعشرين ستكون قادرة على الاستمتاع بالعطلة في القمر.في الستينات، أسست بان أم قائمة انتظار للرحلات المستقبلية للقمر، وأصدرت بطاقات عضوية مجانية لـ«نادي أول الرحلات للقمر» لأولئك الذين طلبوها.
نهاية سباق الفضاء، بلغ ذروته في الهبوط على القمر، انخفض التركيز على استكشاف الفضاء من قبل الحكومات الوطنية وهذا أدى إلى انخفاض مطالب التمويل العام لرحلات الفضاء المأهولة.

## المؤشرات السابقة
برنامج الفضاء السوفيتي كان عدواني في توسيع نطاق مجموعة رواد الفضاء. برنامج انتركوزموس السوفيتي تضمن رواد فضاء تم اختيارهم من أعضاء حلف وارسو (من تشيكوسلوفاكيا، بولندا، ألمانيا الشرقية، بولغاريا، هنغاريا، ورومانيا) ولاحقًا من حلفاء الاتحاد السوفيتي (كوبا، منغوليا وفيتنام) والدول غير المنحازة (الهند، سوريا وأفغانستان). كثير من هؤلاء الرواد تلقوا تدريبًا كاملًا لمهماتهم وعوملوا بالمساواة، ولكن خصوصًا بعد بدء برنامج مير الذي قدم عمومًا رحلات أقصر من رحلات الرواد السوفيت. وكالة الفضاء الأوروبية استفادت من البرنامج كذلك.
برنامج مكوك الفضاء الأمريكي شمل على متخصص أحمال يقوم بما جرت العادة أن يقوم به ممثلو الشركات أو المؤسسات بإدارة حمولة معينة في تلك المهمة متخصصو الحمولات هؤلاء لم يتلقوا تدريبا يمكن أن يقارن برواد الفضاء المحترفين في ناسا، ولم يعملوا فيها كموظفين. في 1983, أصبح ألف ميلبر (مهندس) وبايرن لتنشنبرغ (طيار مقاتل في القوات الجوية الأمريكية) أول متخصصين في الأحمال يسافران على مكوك فضائي في مهمة اس تي اس 9.
في عام 1984, أصبح تشارلز د.ووكر أول رائد فضاء خارج قطاع الحكومة بعد رحلته مع مديره ماكدونل دوغلاس في رحلتهما للفضاء التي كلفتهما 40,000 دولار. كانت ناسا بالإضافة لذلك حريصة لتثبت قدرتها لأعضاء الكونغرس الداعمين لها وقد سافر السيناتور جيك غارن على متن المكوك في عام 1985, متبوعاً بممثل الكونجرس الأمريكي بيل نيلسون في عام 1986.
خلال 1970 شركة المقاولات العالمية روك ويل درست العديد من الخزانات القابلة للإزاحة ذات تكلفة تتراوح بين 200-300 مليون دولار والتي من الممكن أن تناسب مخزن الحمولات في المكوك. ويمكن أن تحمل المقصورة عدداً من الركاب يصل إلى 74 في المدار لمدة تصل إلى ثلاثة أيام.اقترح منتسبين تصميم مستعمرة الفضاء في عام 1983, مقصورة لـ 72 راكب في الحجرة. وتم تخصيص ستة أقسام للركاب فيها نوافذ وأرصفة تحميل خاصة بها ومزودة بمقاعد بوضعيات مختلفة للإطلاق وللهبوط.و استند اقتراح آخر على وحدات مختبر فضائي سكنية، والتي توفر 32 مقعد في حجرة الحمولة بالإضافة إلى تلك الموجودة في غرفة القيادة. في العرض التقديمي للجمعية الوطنية للفضاء عام 1985 ذكرت بأنه بالرغم من أن التكلفة للسياحة الفضائية تتراوح مابين 1 إلى 1.5 مليون دولار للراكب بدون دعم حكومي، خلال 15 سنة سيتمكن 30,000 شخص في السنة من التحليق في الفضاء من خلال مركبات فضائية جديدة مقابل 25,000 دولار للشخص. العرض توقع أيضًا رحلات للمدار القمري خلال 30 سنة وزيارات لسطح القمر خلال 50 سنة.
عندما توسع برنامج المكوك في بداية الثمانينات الميلادية، بدأت ناسا ببرنامج يُدعى «مُشارك رحلات الفضاء» للسماح للمواطنين الذين ليس لهم دور علمي أو حكومي بالطيران.تم اختيار كريستا مكوليف كأول أستاذة فضاء في يوليو 1985 من بين 11,400 متقدم.تقدم 1,700 لوظيفة الصحفي في برنامج الفضاء، من ضمنهم والتر كرونكايت، وتوم بروكا، وتوم وولف، وسام دونالدسن.في برنامج الفضاء تم اعتبار الفنان; وذلك لأن ناسا توقعت أنه بعد رحلة مكوليف أثنان إلى ثلاثة من المدنيين في السنة الواحدة سيطيرون باستخدام المكوكات. بعد مقتل مكوليف في كارثة تشالنجر يناير 1986, ألغي البرنامج.النسخة الاحتياطية لمكوليف وباربرا مورغان حصلت أخيراً على التعاقد في عام 1988 كرائد فضاء محترف وطار ب STS-118 كمهمة متخصصة. 84 و85 ثاني صحفي في برنامج الفضاء. والتي اعطت ناسا الضوء الأخضر لمايلز أوبراين للطيران على متن المكوك الفضائي وكان من المقرر الإعلان عنها في عام 2003 ولكن الغي البرنامج بعد حادثة كولومبيا في STS-107 والتركيز لاحقاً على الانتهاء من محطة المكوك الدولية قبل ان يتقاعد المكوك الفضائي
عانت أعمال الفضاء في روسيا من انعدام القوة المالية بعد وقائع بيرسترويكا الاقتصادية.محطة اذاعية يابانية (TBS) عرضت الدفع مقابل مشاركة أحد مراسليها في مهمة.مقابل 28 مليون دولار، نقل توهيرو اكياما في عام 1990 لمير مع الطاقم الثامن وعادوا بعد اسبوع مع الطاقم السابع.قدم اكياما بث تلفزوني يومي من الفضاء وأيضاً اجرى تجارب علمية لشركات روسية ويابانية.مع ذلك، بما أن تكلفة الرحلة تم تغطيتها من قِبَل مديره، يمكن القول بأن أكياما كان في رحلة عمل أكثر من كونه سائحًا.
في عام 1991, تم اختيار العالمة الكيميائية هيلين شارمن من بين 13,000 متقدم لتكون أول بريطانية تصعد للفضاء.كان البرنامج يُعرف بـ«مشروع جونو» وكان بترتيب متعاون بين الاتحاد السوفييتي ومجموعة من الشركات البريطانية.أخفق الائتلاف التجاري لمشروع جونو في جمع الأموال اللازمة، وتم إالغاء المشروع تقريبًا.كما ورد بإن ميخائيل غورباتشوف أمر بأن يكون تحت الحساب السوفيتي للمصلحة الدولية العامة لكن في ظل غياب الاكتتاب الغربي تم استبدال التجارب الأقل تكلفه لتلك الموجود في الخطط الأصلية.طار شارمان على متن سويز TM-12 لمير ورجع على متن سويز TM-11.

## سياحة الفضاء المداري
في نهاية عام 1990, بدأت ميركوب وهي شركة خاصة والتي كانت مسؤوله عن المحطة الفضائية بالبحث عن سياح للفضاء لزيارة مير من اجل تعويض بعض تكاليف الصيانة لها.وكان رجل الأعمال الأمريكي دينيس تيتو والعالم في مختبر الدفع النفاث المرشح الأول.عندما اتخذ قرار بالخروج من مدار مير تمكن تيتو من تبديل رحلته إلى المحطة الفضائية الدولية من خلال اتفاق بين شركة ميركروب وشركة سباس أدفنشرز ومقرها الولايات المتحدة. لاقت كثير من الاعتراضات من كبار الشخصيات في وكالة ناسا من بداية الرحلة الإستكشافية وأيضاً ذكرت ناساً بإنها لم تكن مهتمة بضيوف الفضاء. ومع ذلك، زار دينيس تيتو محطة الفضاء الدولية في 28 أبريل 2001، وبقي لمدة سبعة أيام، ليصبح أول سائح فضائي يدفع رسوم. وكان في ملاحقته المليونير مارك شاتلوورث من جنوب أفريقيا عام 2002. والثالث كان غريغوري أولسن في عام 2005، الذي تدرب كعالم والتي أنتجت شركته كاميرات متخصصة وعالية الحساسية. اولسن قرر ان يستفيد من وقته في محطة الفضاء الدولية لإجراء عدد من التجارب، في جزء منه لاختبار منتجات شركته.وقد خطط أولسن لرحلة فضاء مبكرا، لكنه اضطر إلى الغائها لأسباب صحية.
ولا تزال سباس أدفنشرز الشركة الوحيدة التي أرسلت ركاب بدفع رسوم إلى الفضاء. أثناء الانضمام مع وكالة روسيا الفدرالية الفضائية، سهلت المغامرات الفضائية الرحلات لكل مكتشفين الفضاء الأوائل في العالم. أول ثلاثة مشاركين دفعوا زيادة 20 مليون دولار أمريكي مقابل زيارة محطة الفضاء الدولية لمدة عشرة أيام.
بعد كارثة كولومبيا، سياحة الفضاء على برنامج السويوز الروسي توقفت لفترة محدودة: وذلك لأن مركبات السويوز أصبحت وسيلة النقل الوحيدة المتوفرة إلى محطة الفضاءالدولية.في 26 يوليو 2005 تم اكتشاف المكوك الفضائي (مهمة إس تي إس-114) الذي سجل عودة المكوك إلى الفضاء.وبالتالي، في 2006 تم استئناف سياحة الفضاء. في 18 سبتمبر 2006 أصبح انوشه انصاري (إيرانية أمريكية) رابع سائح فضائي (سويز تي ام اي - 9).في 7 أبريل 2007 انضم شارلز سيموني (رجل أعمال أمريكي من أصل هنغاري) إلى القائمة (سويز تي أم أي - 10).أصبح سيموني أول من اعاد سياحة الفضاء ودفع مجدداً ليسافر على سويز تي أم أي-14 في شهر مارس وابريل عام 2009. وأًصبح الكندي غي لاليبرتيه ثاني سائح فضائي في شهر سبتمبر عام 2009 على متن سويز تي أم أي-16.
أعلنت روسيا كما ذكرت رويترز في يوم 3 مارس 2010، ان البلاد ستضاعف عدد من سفن سويوز وستقوم بعمليات إطلاق ثلاثة أعضاء إلى أربعة في ذلك العام. في الثاني عشر من يناير عام 2011, سباس أدفنشرز ووكالة الفضاء الروسية الفدرالية، أعلنوا أن سياحة الفضاء المدارية سوف يعاد تشغيلها في عام 2013 مع زيادة في إطلاق السويوز المأهولة إلى محطة الفضاء الدولية من أربعة إلى خمسة لكل سنة. وبالرغم من ذلك هذا لم يتحقق ويعتبر الخيار المفضل حالياً بدلاً من إنتاج طائرات سويز إضافية وستمدد مدة الرحلة الإستكشافية لمحظة الفضاء الدولية لمدة عام.هذا يمكن آن يحدث في عام 2015 مما يمهد الطريق للمشاركين لرحلات الفضاء الجديدة.وقد ذكر اسم المطربة البريطانية سارة برايتمان لمثل هذه المهمة.

### قائمة سيّاح الفضاء الجوي
| سائح الفضاء       | الجنسية              | سنة  | مدة الرحلة                      | الرحلة                                             | المبلغ المدفوع (دولار أمريكي) | مصدر الثروة                                                    |
| ----------------- | -------------------- | ---- | ------------------------------- | -------------------------------------------------- | ----------------------------- | -------------------------------------------------------------- |
| 1. دينيس تيتو     | أمريكي               | 2001 | 8 أيام (28 أبريل - 6 مايو)      | إطلاق: سويوز تى ام-32 عودة: سويوز تى ام-31         | 20 مليون دولار                | إدارة الاستثمار (ويلشاير أسوشييتس)                             |
| 2. مارك شاتلوورث  | جنوب أفريقي/ بريطاني | 2002 | 11 يوما (25 أبريل - 5 مايو)     | إطلاق: سويوز تى ام-34 عودة: سويوز تى ام-33         | 20 مليون دولار                | البرمجيات - أمن الإنترنت (ثاوتي)                               |
| 3. غريغوري أولسن  | أمريكي               | 2005 | 11 يوما (أكتوبر 1 - 11)         | إطلاق: سويوز تى ام ايه-7 عودة: سويوز تى ام ايه-6   | 20 مليون دولار                | أجهزة استشعار الإلكترونيات الضوئية (شركة سينسورز غير المحدود.) |
| 4. أنوشه أنصاري   | إيرانية/أمريكية      | 2006 | 12 يوما (سبتمبر 18 - 29)        | إطلاق: سويوز تى ام ايه-9 عودة: سويوز تى ام ايه-8   | 20 مليون دولار                | الاتصالات (شركة تيلكوم تكنولوجيز.)                             |
| 5. تشارلز سيموني  | مجري/أمريكي          | 2007 | 15 يوما (07-21 أبريل)           | إطلاق: سويوز تى ام ايه-10 عودة: سويوز تى ام ايه-9  | 25 مليون دولار                | البرمجيات (مايكروسوفت أوفيس)                                   |
| 5. تشارلز سيموني  | مجري/أمريكي          | 2009 | 14 يوما (26 مارس - 8 أبريل)     | إطلاق: سويوز تى ام ايه-14 عودة: سويوز تى ام ايه-13 | $35 million                   | البرمجيات (مايكروسوفت أوفيس)                                   |
| 6. ريتشارد جاريوت | أمريكي/بريطاني       | 2008 | 12 يوما (12-23 أكتوبر)          | إطلاق: سويوز تى ام ايه-13 عودة: سويوز تى ام ايه-12 | 30 مليون دولار                | مطور لعبة فيديو (أوريجين سيستيمز)                              |
| 7. غاي لاليبرتيه  | كندي                 | 2009 | 11 يوما (30 سبتمبر - 11 أكتوبر) | إطلاق: سويوز تى ام ايه-16 عودة: سويوز تى ام ايه-14 | 40 مليون دولار                | أداء الفن (سيرك دو سوليه)                                      |

### المشاريع المقترحة مداريا
- SpaceX هي شركة فضاء خاصة تطوّر عائلة الصواريخ الخاصة بهم المسمّاة بالصقر والكبسولة المسمّاة بالتنين، قادرة على إزسال أكثر من سبعة أشخاص إلى أي محطة فضائية.صاروخ الصقر 1 قد أجرى اختبارات الرحلات الجوية وأتمّها بنجاح، رحلته التجارية الأولى كانت في الرابع عشر من يوليو عام 2009، نشر القمر الماليزي RazakSAT في المدار.صاروخ الصقر 9 (الذي سيكون الصاروخ لكبسولة التنين) أُطلق لأول مرة في الرابع من يونيو من عام 2010 في مجمع تشغيل الفضاء 40 في قاعدة كيب كانافيرال. النموذج الأولي الابتدائي لكبسولة التنين استخدمت في ذلك الاختبار الجوي، نسخة الحمولة المضغوطة من الالتقاط استخدمت في الاختبار الجوي التالي، الذي أيضًا عاد للإصلاح في الثامن من ديسمبر من عام 2010. شركة SpaceX توقعت أن التنين يمكن أن يكون مؤهل للرحلات الفضائية البشرية خلال ثلاث سنوات من تاريخ استلام تمويل طاقم التنمية التجارية في وكالة ناسا.في الخامس والعشرون من مايو عام 2012، بديل التنين الغير مأهول أصبح أول طائرة فضائية تجارية تلتقي مع محطة الفضاء الدولية.
- شركة مغامرات الفضاء.أعلنوا بإنهم يعملون على DSE-Alpha ومهمة الذهاب إلى القمر وسعر كل راكب حوالي مئة مليون دولار.
- تخطط إكسابلير الماز وهي شركة خاصة مقرها جزيرة مان لإستخدام كبسولات الفضاء TKS حديثة لللدفع لطواقم البحث داخل المدار الأرضي المنخفض وخارجها.في شهر يونيو 2012, أعلنت إنها مستعدة لبيع تذاكر لرحلات خاصة للقمر ويتوقع ان تكون أول هذه الرحلات بحلول عام 2015 .

وقد اقترحت عدة خطط لاستخدام محطة الفضاء كفندق:
- حصل الأمريكي روبرت بيغلو موتيل قطب على تصاميم المسكن الفضائي من برنامج ترانشاب المهمل من وكالة ناسا.شركته، بيجلو الفضائية الجوية، قد سبق لها إطلاق أول وحدتين مطاطيتين من المساكن الطبيعية. بالبداية سمي جينيس الأول أطلق في الثاني عشر من شهر يوليو 2006. ثانياً اختبار وحدة القياس وسمي جينس الثاني وأطلق في 28 يونيو عام 2007. بقي كل من مسكن جينس الأول والثاني في المدار اعتباراً من شهر مارس 2012. تعتبر The BA 330 وحدة سكن قابلة للتوسيع مع 330 متر مكعب من الفضاء الداخلي ومن المتوقع ان تكون جاهزة للإطلاق في تاريخ 15-2014. في عام 2004 أنشأ بيغلو ايروسبيس مسابقة سميت بجائزة أمريكا الفضائية وتقدم تلك المسابقة 50 مليون دولار كجائزة لأول شركة أمريكية تخترع مركبة فضائية قابلة للإٍستخدام المتعدد وقادرة على حمل الركاب إلى المحطة الفضائية نوتيلوس. انتهت الجائزة في يناير من عام 2010 من غير أن يبذل أحدهم جهد جاد ليفوز بها.
- وضعت مجموعة الجزيرة الفضائية خططاً لمشروع جزيرة الفضاء والخطة بإن يوجد عشرين ألف شخص على جزيرتهم الفضائية بحلول عام 2020 مع مضاعفة عدد الأشخاص لكل عقد جديد.

## الرحلات الجوية دون المدارية
لاتوجد رحلات سياحية فضائية شبه دائرية إلى الآن، لكن يُتوقع أن تكون متاحة للجميع لأن معظم الشركات تتوقع أن يدر عليها هذا المشروع الكثير من الأموال.الأغلب يقترح مركبات تقوم برحلات شبه دائرية تصل ذروتها على ارتفاع يبعد 100-160 كيلومترات.سيواجه المسافرون انعدام الوزن في الفضاء من ثلاث إلى ستة دقائق وعرض لبريق النجوم وأفق آدنى الأرض المنحني.تكلفة الرحلة المتوقعة هي 200,000 دولار للفرد الواحد.

### مشاريع

سبيس شيب وان هي أول مركبة فضائية ممولة من القطاع الخاص والتي شيدت للطيران فوق. خط كارمان كم 100.

- في الرابع من أكتوبر لعام 2004 سبيس شيب وان التي صممها بيرت روتان من شركة سكيلد كومبوزيتس، فازت ب 10 ملايين دولار كأول جائزة تفوز بها شركة خاصة تصمم لتصل إلى ارتفاع 62 ميل (100كم) للمرة الثانية خلال اسبوعين.الارتفاع العمودي يتعدى خط كارمان، تم اختياره اعتباطياً لتعريف حدود الفضاء.وأول رحلة كانت من مايكل ميلفل في 21 يونيو 2004 إلى ارتفاع 62 ميلا، مما جعله أول رائد فضاء تجاري.والطائرة الحائزة على الجائزة كان يقودها براين بيني، التي وصلت على ارتفاع 69,6 كيلومتر، وبذلك حطمت الرقم القياسي للصاروخ اكس 15 .
- تخطط فيرجن غالاكتيك وهي واحدة من ابرز الشركات المحتملة للسياحة الفضائية للبداية بخدمة الركاب على متن مشروع، وسكيلد وفئة المركبة الفضائية كومبوزيتس سبيس شيب تو.سعر المقعج الأولي هو 200000 دولار علما بأنه يجب دفع مبلغ مقدم قيمتة عشرون الف دولار. وحتى الآن قام 500 شخص بالتسجيل.برئاسة مجموعة السير ريتشارد برانسون فيرجن، تأمل فيرجن جلاكتيك أن تكون أول شركة خاصة للسياحية الفضائية التي تقوم بأرسال المدنيين إلى الفضاء بانتظام.ان رائد الفضاء المدني يحتاج فقط ثلاثة أيام من التدريب قبل الذهاب إلى الفضاء.سبيس شيب تو هي نسخة موّسعة عن سبيس شيب وان، طائرة الفضاء التي ادّعت جائزة أنصاري ايكس. في البداية سوق تطلق في قاعدة المركبات الفضائية في موهافي في كاليفورنيا وسوف يتم نقله إلى قاعدة المركبات الفضائية الأمريكية في ابهام في مدينة نيومكسيكو.كما ان السياح سوف يسافرون من الميناء الفضائي في السويد، في كيرونا.

المركبة الفضائية ستقطع مسافة 360,000 قدم (109.73 كم/ 68.18 ميل) ارتفاعا.يتعدى ذلك الحدود الدولية المتعارف عليها بين الأرض والفضاء المقدرة بـ 100 كم.سوف تستمر رحلات الفضاء لمدة ساعتين ونصف حاملة ستة ركاب وبسرعة 3 ماخ. ولن تحتاج (سبيس شيب تو) وجود درع المكوك الفضائي للحرارة لعدم تعرضها لتدفئة هوائية عالية خلال وجودها في السرعات المدارية (حوالي 22,5 ماخ على ارتفاع 300 كم أو 185 ميل). ستوظف الطائرة الشراعية تقنية «الريش» لتسيطر على احتكاك الطائرة أثناء إقلاعها وهبوطها الغير مزود بالطاقة.سبيس شيب تو ستستعمل محرك صاروخ هجين للانطلاق من نصف الهواء بعد الانفصال عن السفينة الأم على ارتفاع 50ألف قدم، بدلاً من المكوك الفضائي التابع لناسا المنطلق من الأرض.
- XCOR للطيران تقوم بتطوير مركبة شبة مدارية اسمها لينكس (الوشق).سوف تقلع لينكس من مدرج يكون أسفلة قوة صاروخية.بخلاف سبايس شيب ون وسبايس شيب تو، لا تحتاج اللينكس على المركبة الأم.لينيكس مصممة للتحوّل السريع، الذي يمكنها من الطيران لأربع مرات يوميًا.قررت لينكس توفير مقاعد أقل من سبايس شيب تو لتحمل طيار ومسافر على كل رحلة بسبب ارتفاع معدل الرحلات.تتوقع XCOR طرح نموذج لينكس الأول خلال صيف 2012، وتبدأ اختبارات الطيران في نهاية 2012. وإذا سارت الأمور على ما يرام، من المؤمل أن لينكس ستحمل زبائنها قبل نهاية عام 2013.
  - المواطنون في الفضاء، سابقاً المعلم في مشروع الفضاء، هو مشروع الأكاديمية الأميريكية للصواريخ.المواطنون في الفضاء يجمع علم المواطن مع اكتشاف فضاء المواطن. الهدف هو التجارب لسفر المواطنين العلماء والمستكشفون الذين سيكونوا كعامل حمولة في بعثات الفضاء الشبه مدارية.المواطنون في الفضاء حصلوا بالفعل على عقد لمدة 10 رحلات شبه مدارية مع XCOR ومن المتوقع حصولهم على رحلات فضاء شبه مدارية إضافية من XCOR ومن غيرهم في المستقبل. المواطنون في الفضاء قد بدأت تدريب ثلاث رواد فضاء مرشحين وسوف يتم اختيار مرشحين إضافيين في المستقبل القريب.
  - أعلنت ايه أي دي اس استريوم، إحدى الشركات التابعة لعملاق الطيران الأوروبي ايه أي دي اس، عن مشروعها للسياحة الفضائية في 13 يونيو 2007 .
- أرماديلو إيروسبيس تطور صاروخ إقلاع وهبوط عمودي ذا مقعدين يُدعى هايبريون، والذي سيتم التسويق له من قبل سبيس أدفانتشرز.هايبرون يستخدم كبسولة مشابهة في الشكل لتلك الموجودة في كبسولة جيمني .طبقاً لتعليق أرماديلو إيروسبيس في مؤتمر في فبراير 2012, ستستخدم المركبة الباراشوت لعملية الهبوط، لكنها على الأغلب ستستخدم الصواريخ العكسية لتحط أخيراً على السطح.

## قانونية

### الولايات المتحدة الأمريكية
في ديسمبر عام 2005 أطلقت الحكومة الأمريكية مجموعة من القوانين المقترحة لسياحة الفضاء. تتضمن هذه القوانين إجراءات الفحص والتدريب على حالات الطوارئ، بينما لا توجد متطلبات صحية .
بموجب قانون الولايات المتحدة الأمريكية، فإن أي شركة تقدم اقتراح لإطلاق الركاب على صاروخ شبه مداري من الأراضي الأمريكية، عليها الحصول على رخصة من مكتب وكالة الطيران الفدرالية إدارة النقل الفضائي التجاري (FAA/AST). عملية الترخيص تركز على السلامة العامة وسلامة الممتلكات، ويمكن العثور على التفاصيل في مدونة الأنظمة الاتحادية، العنوان 14، الفصل الثالث. هذا هو وفقا لقانون التعديلات التجارية للإطلاق الفضائي الذي أقره الكونغرس في عام 2004.

### الآثار البيئية
في دراسة تم نشرها عام 2010 في «رسائل البحوث الجيوفيزيائية» أثارت مخاوفها بأن النمو الحاصل في صناعة المركبات الفضائية التجارية قد يؤدي إلى تسارع الاحتباس الحراري.الدراسة التي تمولها ناسا وشركة صناعة الفضاء هي محاكاة تأثير لإطلاق 1000 صاروخ هجين شبه مداري من موقع واحد، وبحساب ذلك فإن العالم سيحرر مجموع ومقداره 600 طن من الكاربون الأسود في الطبقة العليا للغلاف الجوي . ووجدوا أن طبقة من جزيئات السخام الناتجة ظلت متمركزة نسبيا، مع انحراف 20٪ فقط من الكربون إلى نصف الكرة الجنوبي، وبالتالي ينتج تباين كروي نصفي قوي. ان عدم التوازن هذا قد يسبب إلى انخفاض درجة الحرارة بنحو 0.4 درجة مئوية في المناطق الاستوائية وشبه الاستوائية، في حين أن درجة الحرارة في القطبين من شأنه أن يزيد بنسبة تتراوح بين 0.2 و1 درجة مئوية .قد تتأثر طبقة الأوزون أيضا، مع نسبة خسارة تصل إلى 1.7٪ من غطاء الأوزون في المناطق الاستوائية وزيادة 5-6 % في المناطق القطبية. أكد الباحثون أن هذه النتائج لا ينبغي أن تؤخذ على أنها «توقع دقيق لاستجابة المناخ لمعدل إطلاق معين من نوع صاروخ محدد»، ولكن هذا كدليل على حساسية الغلاف الجوي للإخلال واسع النطاق، والتي يمكن أن تجلبها السياحة الفضائية التجارية.

## التعليم والدعم
لقد تم إنشاء عدة منظمات لدعم السياحة إلى الفضاء بما في ذلك سبايس توريزم سوسايتي وسبايس فيوتشر وهوبي سبايس. مجلة السفر إلى الفضاء«يني جراتيك» هي منشور نصف شهرية تعليمية تغطي سياحة الفضاء والتطورات في استكشاف الفضاء في الشركات مثل سبيس إكس، أربيتال سيانس، فيرجن غالاكتيك، والمظمات مثل وكالة ناسا.
يوجد حاليا صفوف لتدريس السياحة الفضائية في معهد روتشستر للتكنولوجيا في نيويورك،  وجامعة كيئو في اليابان.

## المواقف اتجاه السياحة الفضائية
اشار استطلاع على شبكة الإنترنت إلى أن أكثر من 70٪ من الذين شملهم الاستطلاع يريدون أقل من أو يساوي أسبوعين في الفضاء، إضافة إلى 88٪ يريدون السير في الفضاء (14٪ فقط من هم يريدون فعل ذلك مقابل علاوة بنسبة 50٪)، و21 % أراد فندق أو محطة فضاء.
الفكرة واجهت انتقادات من السياسيين، خاصة جونتر فيرهيوجين، نائب رئيس المفوضية الأوروبية، الذي قال عن مشروع ايه اي دي اس استريوم للسياحة الفضائية: «إنه مخصص لكبار الأثرياء فقط، وهذا يتناقض مع قناعاتي الاجتماعية».

## المصطلحات
الكثير من المسافرين إلى الفضاء اعترضوا على مصطلح «سائح فضاء»، مشيرين إلى أن في كثير من الأحيان يتعدى دورهم من المراقبة فقط، حيث أنهم قاموا بتنفيذ التجارب العلمية في سياق رحلتهم. واضاف ريتشارد جاريوت مؤكدا ان تدريبه كان مطابقا لمعايير فريق سويز غير الروسي، وان بعض المدربين ورواد الفضاء غير المحترفين الذين اختروا العمل مع ناسا تمت تسميتهم برواد الفضاء. واضاف انه إذا كان لا بد من التمييز بين التسميتين، فانه يفضل ان يسمى «رائد فضاء خاص» بدلا من «سائح فضاء». طلب دنيس تيتو أن يُسمى «الباحث المستقل»، كما وصف مارك شتلوورث نفسه بـ«رائد الرحلات الفضائية التجارية». يفضل جريجوري اولسن لقب «الباحث الخاص»، ويفضل أنوش أنصاري لقب «مستكشف الفضاء الخاص». اعترض آخرون من هواة الفضاء على هذا المصطلح لأسباب مشابهة؛ يقول، على سبيل المثال، ريك تومنيلسن من مؤسسة ثغور الفضاء: «أكره كلمة سائح، وسأظل أفعل».السائح هو عبارة عن شخص يرتدي قميص مزهر مع 3 كاميرات حول رقبته.
«مشارك الرحلة الفضائية» هو المصطلح الرسمي المستخدم من قبل ناسا ووكالة الفضاء الفيدرالية الروسية للتمييز بين مسافري الفضاء الخصوصين ومهنة رواد الفضاء . تيتو، شاتلوورث، اولسن، أنصاري وسيموني تم تعيينهم على هذا النحو خلال رحلاتهم الفضائية الخاصة. تدرج ناسا أيضا كريستا مكوليف كمشاركة لرحلات الفضاء (على الرغم من أنها لم تدفع رسوم)، على ما يبدو بسبب واجباتها الغير الفنية في الخارج على متن رحلة اس تي‌اس-51-ال.
منحت إدارة الطيران الفيدرالي الأمريكية لقب رائد الفضاء التجاري إلى أعضاء طاقم المركبة الفضائية المدربين الذي يقوم القطاع الخاص بتمويلهم .الأشخاص الوحيدين الذين يلقبون بهذا اللقب هم مايك ميلفيل وبراين بيني، قائدي سبيس شيب وان.

## النمو الاقتصادي المتوقع للسياحة الفضائية
صدر تقرير في سنة 2010 من وكالة الطيران الفدرالية، بعنوان «الآثار الاقتصادية للنقل الفضائي التجاري على اقتصاد الولايات المتحدة في عام 2009», بشهادة دراسات تمت من قِبل فوترن، وهو عالم فضاء ومستشار تقني، توقع أن السياحة الفضائية من الممكن أن تصبح سوقاً يعادل قيمة مليار دولار خلال عشرين سنه. وبالإضافة إلى ذلك، في العقد منذ سفر دنيس تيتو إلى محطة الفضاء الدولية، دفع ثمانية مواطنين رسوم قدرها 20 مليون دولار للسفر إلى الفضاء . تعتقد شركة سباس أدفنشر ان العدد سيرتفع إلى 15 بحلول عام 2020. وهذه الاعداد لا تشمل منظمات الفضاء الخاصة كفرجين جالكتيك، والتي باعت في عام 2012 500 تذكرة بما يعادل 200.000 دولار للتذكرة الواحدة. ومن المتوقع أن مبيعات التذاكر سوف تزداد بحلول عام 2013، عندما تبدأ شركة فرجين جالكتيك الرحلات الفضائية.